# Retrato do Artista quando Jovem

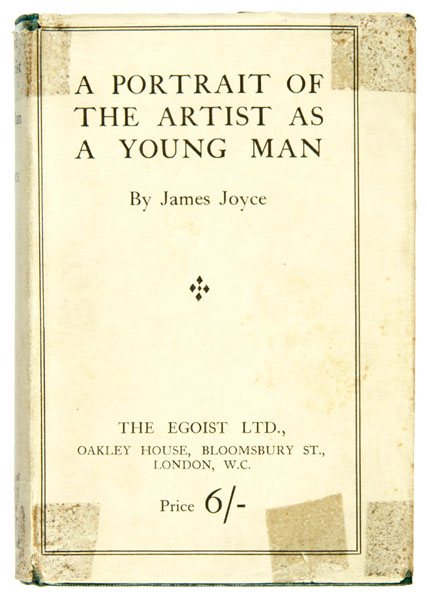
A Portrait of the Artist as a Young Man - James Joyce

Retrato do Artista Quando Jovem (A Portrait of the Artist as a Young Man no original) é o primeiro romance de James Joyce, publicado em 1916. Narra experiências de infância e adolescência de Stephen Dedalus, alter ego do autor; termina com a recriação de seus ritos de passagem para a idade adulta, que incluíram deixar para trás a família, os amigos e a Irlanda e ir viver no continente.
A obra, cuja prosa evolui estilisticamente conforme o próprio Stephen se torna capaz de narrar-se de maneira mais sofisticada, baseou-se numa ideia que Joyce tivera havia mais de uma década, e que depois foi publicada na obra póstuma Stephen Herói. O Retrato do Artista é um romance de formação, tipo de romance em que é exposto de forma pormenorizada o processo de desenvolvimento físico, moral, psicológico, estético, social ou político de uma personagem, geralmente passando por fases de sua vida (infância, adolescência, adulta, maturidade).

## Temas

### Identidade
Como uma narrativa que retrata um personagem ao longo de seus anos de formação, M. Angeles Conde-Parrilla postula que a identidade é possivelmente o tema mais prevalente no romance. No início do romance, Joyce retrata a consciência crescente do jovem Stephen, que é considerada uma versão condensada do arco de toda a vida de Dedalus, à medida que ele continua a crescer e a formar sua identidade. O crescimento de Stephen como personagem individual é importante porque através dele Joyce lamenta a tendência da sociedade irlandesa de forçar os indivíduos a se conformarem com tipos, o que alguns dizem que marca Stephen como um personagem modernista. Temas que permeiam os romances posteriores de Joyce encontram expressão ali.

### Religião
À medida que Stephen transita para a idade adulta, ele deixa para trás a sua identidade religiosa católica, que está intimamente ligada à identidade nacional da Irlanda. A sua rejeição desta dupla identidade é também uma rejeição da restrição e uma aceitação da liberdade na identidade. Além disso, as referências ao Dr. Fausto ao longo do romance evocam algo demoníaco na renúncia de Stephen à sua fé católica. Quando Stephen se recusa veementemente a cumprir seu dever de Páscoa mais tarde no romance, seu tom reflete personagens como Fausto e Lucifer em sua rebeldia.

### O Mito de Dédalo
O mito de Dédalo e Ícaro tem paralelos na estrutura do romance e dá a Stephen seu sobrenome, bem como a epígrafe contendo uma citação de Metamorfoses de Ovídio. Segundo Ivan Canadas, a epígrafe pode ser paralela às alturas e profundidades que terminam e iniciam cada capítulo, e pode ser vista como uma proclamação da liberdade interpretativa do texto. O sobrenome de Stephen ligado a Dédalo também pode trazer à mente o tema de ir contra o status quo, já que Dédalo desafia o rei de Creta.

### Identidade Irlandesa
A luta de Stephen para encontrar identidade no romance é paralela à luta irlandesa pela independência durante o início do século XX. Ele rejeita qualquer nacionalismo absoluto e muitas vezes tem preconceito em relação àqueles que usam o Irlandês-Inglês, que era o padrão de fala marcante da classe rural e da classe baixa irlandesa. No entanto, ele também está fortemente preocupado com o futuro do seu país e se considera um irlandês, o que o leva a questionar até que ponto a sua identidade está ligada ao referido nacionalismo.

### O Artista
Richard Ellmann escreveu que Joyce "reconheceu seu tema, o retrato do artista católico renegado como herói". Os críticos examinaram sua dívida para com o teólogo da Igreja Tomás de Aquino pela teoria estética de Stephen Dedalus. Tem sido argumentado que a teoria também se baseia nas doutrinas centrais do catolicismo em cada uma das suas duas partes: a primeira preocupada com o intelecto do artista, a segunda com a sua imaginação. A teologia católica distingue entre a atividade de Deus na eternidade, Sua geração do Filho, o Verbo, e Sua atividade no tempo: a Criação (alma e corpo), a Encarnação - o Verbo feito carne - e a Consagração na Missa. aplicação dos três critérios de beleza ao Filho de Deus na eternidade para modelar o ato de compreensão do artista – “epifania” em Stephen Hero – e então usa a Criação para modelar o ato de (re)incorporação do artista. Posteriormente, em seus devaneios, Stephen completa sua teoria estética comparando também o artista a Deus na Encarnação e, na pessoa de Seu sacerdote, na Consagração.

## Influência
Uma frase desta obra - "near to the wild heart of life" -  inspirou o título do romance de estreia de Clarice Lispector Perto do Coração Selvagem, que tem afinidades com o "chocante realismo psicológico" de James Joyce .